# Louky nad Olší (nádraží)
Louky nad Olší jsou železniční stanice v karvinské části Louky. Leží v km 325,635 železniční tratě Bohumín–Čadca, ze které ve stanici odbočuje trať přes Doubravu do Bohumína.

## Historie
Stanice byla zprovozněna na Košicko-bohumínské dráze (KBD) v roce 1887 pod názvem Lonkau, který nesla až do roku 1921. V období první republika nesla do roku 1925 jednoduchý název Louky, následně až do roku 1938 Louky nad Olzou. Poté byl název krátce za polské okupace Łąki (1938-1939) a pak za německé Lonkau Süd. V roce 1945 se vrátil český název Louky nad Olzou, který byl v roce 1961 změněn na dnešní Louky nad Olší.
Dnešní nádražní budova pochází z roku 1897, ale v roce 1910 byla rozšířena o čekárnu a dále byla přestavěna v letech 1961-1963 v rámci výstavby přeložky Dětmarovice - Louky nad Olší. V té době bylo také přestavěno kolejiště, neboť nově se stala hlavní tratí přeložka a původní KBD začala sloužit pouze nákladní dopravě. Nádraží v Loukách pak přestalo sloužit cestujícím, pro ty byla k dispozici severněji položená zastávka Louky nad Olší zastávka. Na jaře 2002 však proběhla výstavba dvou nástupišť přímo ve stanici Louky nad Olší. Tato nástupiště nahradila zastávku, kde byl provoz k 16. červnu 2002 zastaven.
V letech 2017 až 2020 probíhala stavba „Optimalizace trati Český Těšín – Dětmarovice“, která zahrnovala i přestavbu Louk nad Olší, zahrnující mj. výstavbu nového nástupiště se zastřešením. Rovněž bylo vybudováno nové zabezpečovací zařízení ESA 44.
V roce 2021 byla dokončena renovace výpravní budovy.

## Popis stanice

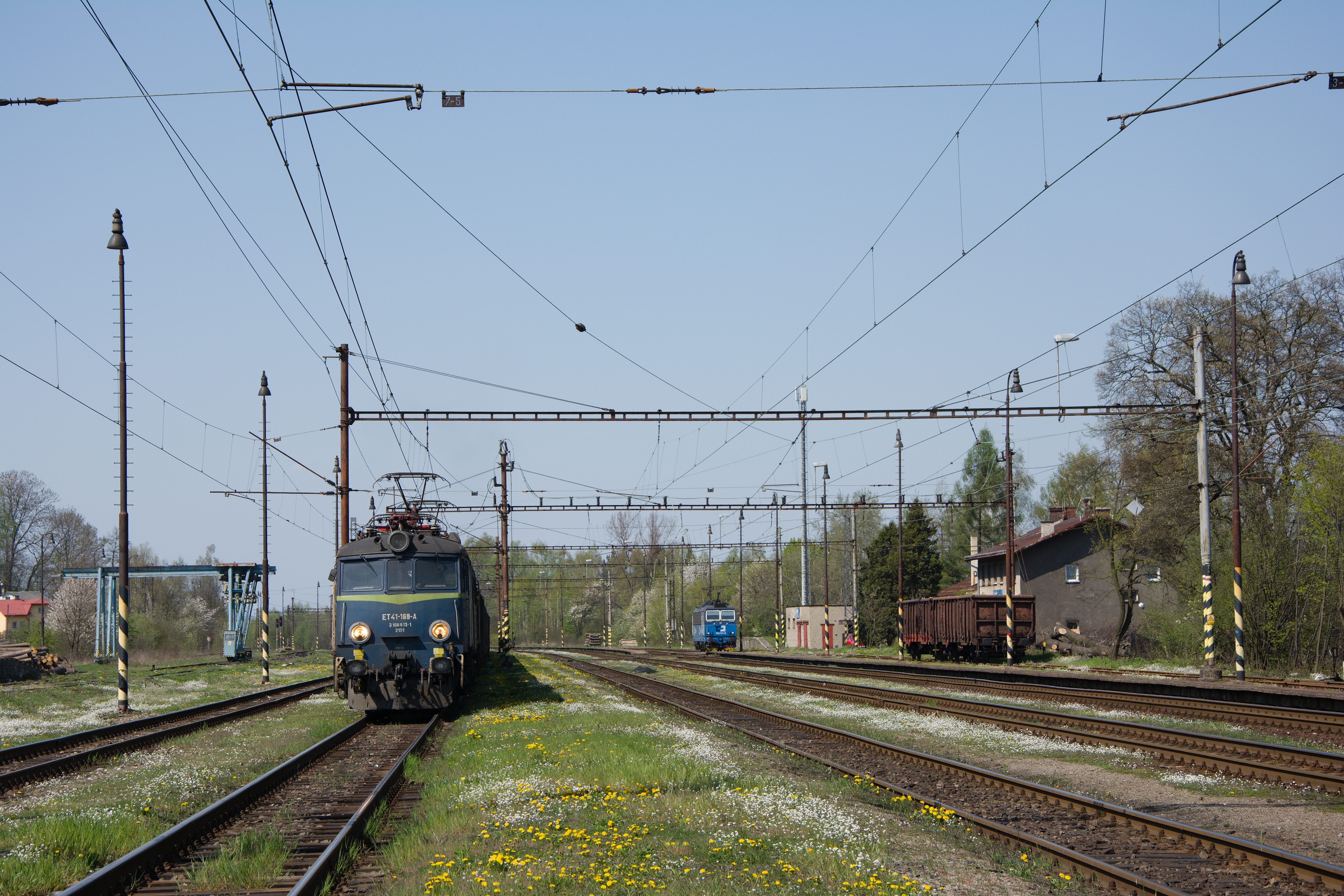
Kolejiště stanice v roce 2015, tedy před modernizací

### Před modernizací
Stanice byla vybavena reléovým zabezpečovacím zařízením AŽD 71 s individuální volbou. Ve stanici bylo šest dopravních kolejí, navíc tam byly dvě průběžné manipulační koleje (č. 6 u staniční budovy a č. 13 na opačné straně kolejiště). Byla zde vybudována dvě úrovňová nástupiště: č. I u koleje č. 2 a č. II u koleje č. 2. Obě nástupiště měla délku 250 m, přístup byl přechody přes koleje. Ve směru na Karvinou hl. n. (resp. ke stanovišti Karviná-Darkov s ručně přestavovanými výhybkami) vedly tři traťové koleje (označené 2, 0 a 1), vždy se však jezdilo jen po dvou kolejích a třetí byla mimo provoz, zhruba jednou za rok se využití kolejí měnilo. Ve směru od stanoviště Karviná-Darkov byla tedy tři světelná vjezdová návěstidla 2S, 0S a 1S. Ze stejného zhlaví vedla traťová kolej na odbočku Stonava a dále do stanice Karviná-Doly, z tohoto směru byly Louky nad Olší kryty vjezdovým návěstidlem KS. Z karvinského zhlaví ještě odbočovala vlečka na odval, ta však nesloužila pro jízdu vlaků a ve směru z odvalu tedy bylo jen seřaďovací návěstidlo. Do opačného zhlaví byla zaústěna dvoukolejné trať od Českého Těšína, přičemž na traťové koleji č. 1 s Loukami sousedila odbočka Chotěbuz, v koleji č. 2 až Český Těšín. Z 2. traťové koleje povolovalo jízdu vjezdové návěstidlo 2L, na 1. traťové koleji však přímo stanice vjezdové návěstidlo neměla, neboť jím bylo už vjezdové návěstidlo 1L odbočky Chotěbuz. Na těšínském zhlaví ještě z manipulační koleje č. 6 odbočovala vlečka Slovnaft.
Jízda vlaků směr Karviná hl. n. byla zabezpečena obousměrným automatickým blokem, směr odbočka Stonava byl zřízen traťový souhlas, v opačném směru byl ve 2. koleji do Českého Těšína i v 1. koleji do odbočky Chotěbuz jednosměrný automatický blok, v případě jízdy po nesprávné koleji bylo zavedeno telefonické dorozumívání.

### Po modernizaci
Stanice je nově vybavena elektronickým stavědlem ESA 44, které je ovládáno dispečerem z CDP Přerov, případně pohotovostním výpravčím z Českého Těšína, možná je i místní obsluha výpravčím přímo v Loukách. Zřejmě nejzásadnější změnou konfigurace kolejiště po modernizaci stanice je vybudování ostrovního nástupiště mezi kolejemi č. 1 (délka nástupní hrany 185 m) a 2 (170 m) s výškou 550 mm nad temenem kolejnice a přístupem podchodem. Plocha nástupiště zabrala jednu původní dopravní kolej, zůstalo však šest dopravních kolejí, neboť byla zdopravněna kolej u výpravní budovy (původní č. 6, nově č. 4). Vjezdová návěstidla zůstala v obdobných polohách a se stejným označením, přibylo však vjezdové návěstidlo 1L v 1. traťové koleji od Chotěbuze. Někdejší odbočení na vlečku Slovnaft bylo zlikvidováno, zůstala však vlečka na odval. Na všech traťových kolejích je jízda vlaků zabezpečena obousměrným automatickým blokem, výjimkou je jednokolejná trať vlečky PKP Cargo International do odbočky Stonava, kde je automatické hradlo bez oddílových návěstidel.